# Єврей Зюсс (фільм, 1940)
«Єврей Зюсс» (нім. Jud Süß) — німецький фільм 1940 року режисера Файта Харлана.

## Передісторія
З 1733 по 1737 рік Зюсс Оппенгеймер був придворним фінансистом Карла Александра Вюртемберзького. Після смерті високого покровителя його стратили перед воротами Штутгарта 4 лютого 1738 р. Оппенгеймер мав славу особи суперечливої і неабиякої. Його життя було відтворене в хроніках, легендах і гравюрах.
У 1827 році Вільгельм Гауф написав повість «Єврей Зюсс». Далі, у 1926 році, був однойменний роман Ліона Фейхтвангера, який було екранізовано Лотаром Мендесом 1934 року у Великій Британії. Конрад Фейдт зіграв в цій екранізації титульну роль.
До сюжету неодноразово зверталися і німецькі націонал-соціалісти. У 1933 році в Фюрті відбулася прем'єра вистави за п'єсою «Єврей Зюсс» Ойгена Ортнера. У 1936 році під назвою «Єврей Зюсс на шибениці» було опубліковано націонал-соціалістичне трактування історії. Щоб надати їй більшої достовірністі, її автор Оскар Герхардт використовував деякі архівні матеріали. На початку 1939 року виникла ідея фільму. Людвіг Метцгер і Еберхард Вольфганг Мьоллер працювали над сценарієм за мотивами повісті Гауфа, Петер Пауль Брауер планувався як режисер. У грудні 1939 року міністр пропаганди Йозеф Геббельс доручив постановку фільму Файту Харлану, який переписав досить слабкий сценарій. Зйомки зайняли всього чотирнадцять тижнів — з 15 березня по кінець червня 1940 року. Прем'єра відбулася 5 вересня 1940 року на кінофестивалі у Венеції.

## Сюжет
У 1733 році герцог Карл Александр Вюртемберзький, якому катастрофічно не вистачає грошей, призначає своїм фінансистом заможного франкфуртського торговця ювелірними прикрасами Зюсса Оппенгеймера. Оппенгеймер вводить митні збори за користування мостами і шляхами, а також придумує нові податки, щоб забезпечити герцога грошима. Йому на дорозі встає один коваль, якій відмовляеться платити завищені податки. Тоді Зюсс наказує знищити половину його хати, оскільки вона стоїть на середині шляху. Обуренний коваль кидається на Зюсса з кувалдою і мало його не вбиває. Тоді Зюсс наказує його стратити за спробу вбивства. Під час страти Ребе зауважує йому, що він погано скінчить, на що Зюсс відповідає, що мене не повісять вище цього коваля. Поступово він посилює свій вплив на безвільного і слабохарактерного покровителя, який надає йому повну свободу дій. При цьому Оппенгеймер діє не лише у своїх особистих інтересах. Він домагається від герцога зняти заборону на проживання євреїв у Вюртемберзі. Крім того, Зюсс підбурює герцога порушити конституцію: якщо тому вдасться позбавити владу земські представництва, він стане одноосібним правителем. Убогі брудні євреї з'являються на чистих вулицях Штутгарту. Земські представництва виступають проти герцога і його придворного єврея, який вичавлює з них усі соки. Два кур'єри оголошують герцогові про народне повстання, і той помирає від крововиливу в мозок. Зюсса Оппенгеймера заарештовують і віддають під суд.

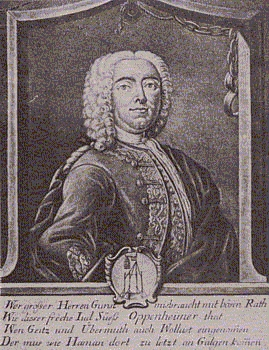
Йозеф Зюсс Оппенгеймер

Ще по дорозі до Штутгарту Оппенгеймер познайомився з Доротеєю, донькою консультанта земського представництва Штурма. Зюсс просить у нього руки доньки, але дістає відмову: «Моя донька не плодитиме єврейських дітей». Вночі він видає її заміж за зарученого з нею Фабера. Оппенгеймер розпоряджається заарештувати Штурма за підривні дії, через декілька годин в його пастку потрапляє і Фабер, у якого знаходять секретне послання змовників. Доротея просить Зюсса звільнити полонених. Той бачить, що прийшла година розплати за завдані йому образи. Щоб зробити Доротею податливою, він наказує катувати Фабера, який відмовляється видати імена спільників. Як тільки біла хустка зникне з вікна Зюсса, Фабер перестане кричати від болю (запозичення з опери «Тоска»). Збезчещена Доротея йде топитися.
Предметом суду стають не політичні інтриги Оппенгеймера і фінансова експлуатація вюртемберзьких селян, оскільки герцог надав йому повну свободу дій. До смерті його приводить зґвалтування Доротеї. Штурм знайшов старий звід законів, з якого він зачитує вирок: «Якщо єврей злягається з християнкою, він має бути позбавлений життя шляхом повішення в заслужене покарання і для науки іншим».
Єврея Зюсса страчують у клітці, повісивши її високо поміж дахами будинків. Люта зима. Збувається прокляття страченного коваля. Євреям знову забороняють проживати у Вюртемберзі. Фільм закінчується урочистими словами Штурма: «І нехай наші нащадки суворо наслідують цей закон, щоб уникнути горя, яке погрожує усьому їх життю і крові їх дітей і дітей їх дітей».

## В ролях
- Фердинанд Маріан — Зюсс Оппенгеймер
- Крістіна Зедербаум — Доротея Штурм-Фабер
- Генріх Ґеорге — Карл Александр, герцог Вюртемберзький
- Гільда фон Шольц — Герцогиня Вюртемберзька
- Вернер Краус — равин Лоєв / секретар Леві / Ісаак Шехтер / Альт
- Ойген Кльопфер — Штурм
- Альберт Флорат — Обріст Редер
- Мальт Ягер — Фабер
- Теодор Лоос — Франц Йосиф Фрейхер фон Ремшінґен
- Ельза Ельстер — Лузіана
- Вальтер Вернер — Фебелькорн
- Шарлотта Шульц — фрау Фебелькорн
- Рейнгольд Бернт — палач
- Генріх Шрот — герр фон Неуффер
- Бернгардт Гецке — статист
- Вольфганг Штаудте — друг Фабера

## Значення фільму
18 серпня 1940 року Геббельс записав у свій щоденник: «Фільм Харлана „Єврей Зюсс“ — дуже велика, геніальна постановка. Антисемітський фільм, який ми тільки можемо собі побажати. Я цьому дуже радий». У рейху фільм подивилися більше 20 мільйонів глядачів. Він цілеспрямовано використовувався у рамках переслідування євреїв. 30 вересня 1940 року Генріх Гіммлер віддав наступне розпорядження: «Необхідно потурбуватися про те, щоб СС і поліція у повному складі протягом зими подивилися фільм „Єврей Зюсс“». На окупованих східних територіях фільм показували для підігрівання погромних настроїв.

## Післі війни

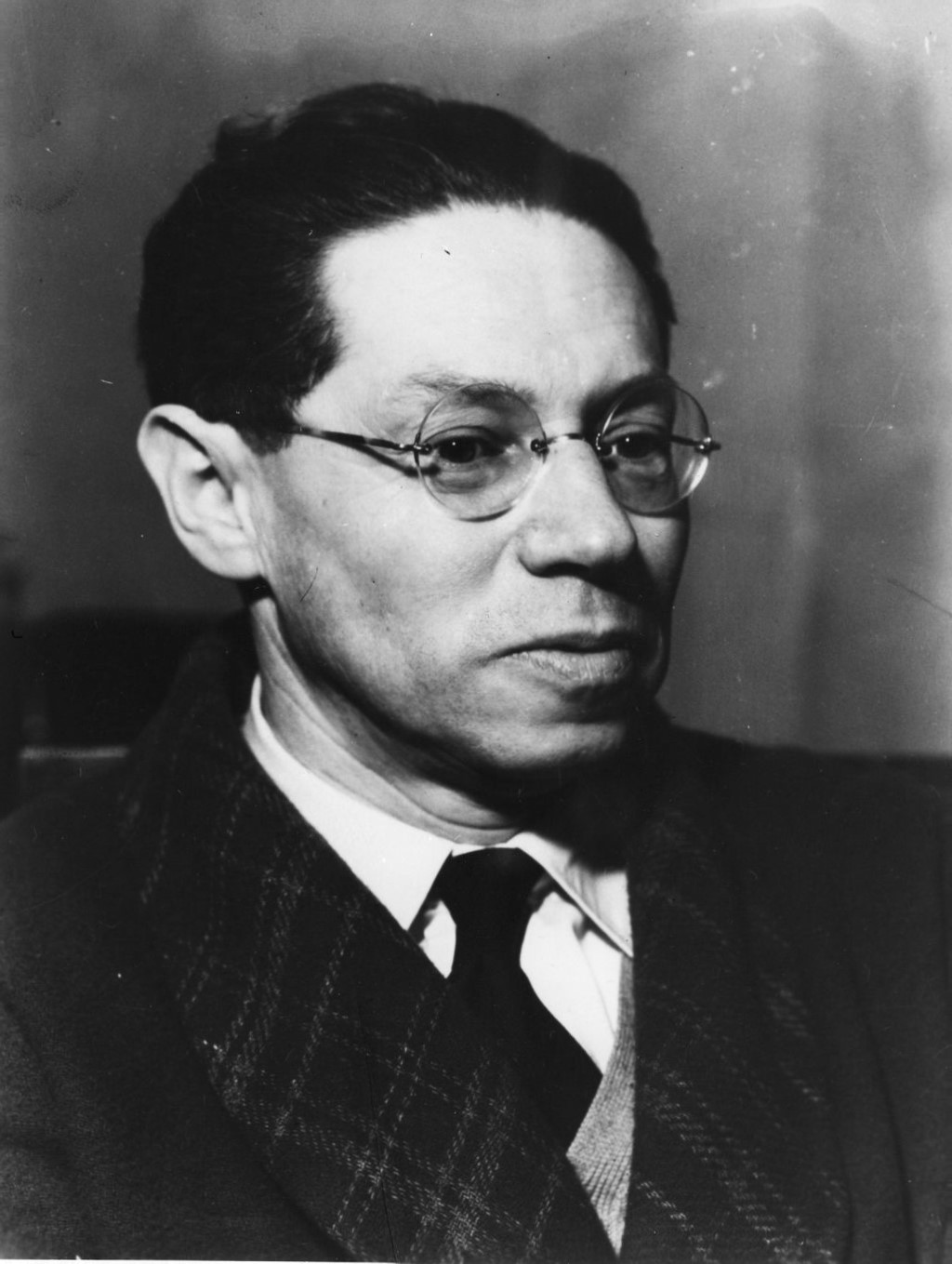
Ліон Фейхтвангер

У 1947 році журнал «Weltbühne» надрукував лист Ліона Фейхтвангера, який той опублікував у 1941 році в Нью-Йорку (англійською мовою — квітень 1941 року, німецькою — червень 1941 року) як відкритий лист семи акторам «Єврея Зюсса», помилково вважаючи, що йдеться про екранізацію його роману: «Можна буде побачити і почути, як ви вивернули навиворіт історію цього єврея, про якого усі ви знали, що він був великою людиною. І ніякі спроби виправдатися не допоможуть вам, бо усім вам було добре відомо, що з самого зародження фільму у його творців не було анінайменшого сліду творчої свободи, одна лише тенденція, дурість і низькість якої усім очевидна».
Файт Харлан відреагував відкритим листом Фейхтвангеру 12 грудня 1947 р.:
«Ви пишете — Ви хочете нас „змусити“ подивитися фільм разом з Вами. Значить, Ви зовсім не бачили фільму, але вже пишете про нього, про його художні вади і людську неповноцінність. Немає необхідності нас „примушувати“, я б найсердечнішим чином вітав спільний перегляд фільму. Насправді, Ви не побачите у фільмі злочинця єврея Зюсса, який начебто фігурує в цій історії. Єврей виступає в цьому фільмі за єврейський народ і лише в другорядному сенсі за себе. Справжній єврей Зюсс так точно не поводився. (…)
Фільм показує боротьбу між антисемітами і євреями. Таким чином, всупереч вашому твердженню, це не антисемітський фільм. Те, що антисеміти говорять як нацисти і проповідують ідеологію Розенберга, лежить в природі речей. Я визнаю, що сьогодні нестерпно чути антисемітські висловлювання, але як можна зображувати антисеміта, не давши йому можливості відкрити рот. (…)
Я вважаю, що майже усі дії, які єврей Зюсс робить у фільмі заради євреїв, що знаходяться під загрозою, знаходять схвалення у усіх людей, що не є антисемітами. Промовець же за беззаконня виявиться на стороні тих, хто творить беззаконня у фільмі. (…)
Названі Вами семеро акторів, виконуючи найнекультурніше і людононенависнецьке завдання, зуміли добитися того, що цей фільм став у першу чергу художньою подією, а не політичною. Усі порядні люди, які його бачили, Вам це підтвердять».
24 липня 1948 року напередодні процесу проти нього Харлан написав лист рабинові Йоахіму Принцу, з яким він був знаком, що емігрував до Нью-Йорку: «За себе я побоююся на цьому процесі менш за все. Нехай процес закінчиться як завгодно — але я абсолютно переконаний, що він принесе нещастя: нещастя для єврейського народу, нещастя для розбитого німецького народу, нещастя для західних держав-переможців, що намагаються відновити знищений демократичний порядок, який ґрунтується на людській толерантності. Про цей процес і його наслідки розповідатимуть газети у всьому світі. Те ж саме відбувалося під час моєї денацифікації, коли комісія оголосила мене невинним після семи місяців слухань. Це буде сенсаційний процес першого рангу.
Обвинуваченим буде фільм „Єврей Зюсс“. Звинувачення свідчить: фільм підбурювання, який очорнює євреїв і тим самим закликає до погромів. Відповіддю мого адвоката буде: не підбурювання, а опис єврейської проблематики засобами мистецтва, не спотворена картина, а показ істотного, людського. Про натиск, якому піддавалися усі артисти, я в цьому листі говорити не хочу. Я запевняю Вас у тому, що я не мав нічого спільного ні з партією, ні з антисемітизмом, ні з усією націонал-соціалістичною ідеологією.
Сумна правда знаходиться в тому, що в Німеччині скоєно жахливий злочин проти єврейського народу. Тому німці не мають права говорити про людські аспекти єврейської проблеми, про це може розповідати лише той, на кому не лежить величезна провина. Але якщо моєму захисту доведеться говорити в ім'я урочистості закону, слідством тому буде не світ, підтримуваний бажанням взаєморозуміння і обопільною толерантністю, а його протилежність».